# Lista de veteranos da Primeira Guerra Mundial falecidos em 2009-10
A presente lista corresponde aos veteranos da Primeira Guerra Mundial (1914-1918) que faleceram em 2009 e 2010.

## Veteranos da Primeira Guerra Mundial reconhecidos oficialmente (6)
| País        | Nome                             | Nascimento             | Morte                         | Notas |
| ----------- | -------------------------------- | ---------------------- | ----------------------------- | --- |
| Reino Unido | William Frederick "Bill" Stone   | 23 de setembro de 1900 | 10 de janeiro de 2009 (108)   | Admitido na Marinha Real Britânica em 1918. Não participou ativamente da guerra, que estava acabando; estava em treinamento. Participou também da Segunda Guerra Mundial. Vivia em Reading, na Inglaterra, quando da sua morte. |
| Reino Unido | Netherwood "Ned" Hughes          | 12 de junho de 1900    | 4 de abril de 2009 (108)      | Chamado em 1918. Vivia em Accrington, na Inglaterra, quando da sua morte. |
| Austrália   | John Campbell Ross               | 11 de março de 1899    | 3 de junho de 2009 (110)      | Serviu como operador de telefonia da Primeira Força Imperial Australiana. Participou também da Segunda Guerra Mundial. Vivia em Bendigo, na Austrália, quando da sua morte. Era a pessoa mais velha do seu país.                |
| Reino Unido | Henry William Allingham          | 6 de junho de 1896     | 18 de julho de 2009 (113)     | Admitido como mecânico no Serviço Aeronaval Real (RNAS) da Força Aérea Real em 1915. Participou também da Segunda Guerra Mundial. Era considerado o homem mais velho do mundo.                                                  |
| Reino Unido | Henry John "Harry" Patch         | 17 de junho de 1898    | 25 de julho de 2009 (111)     | Chamado em 1916, era o último dos soldados que combateram nas trincheiras. Foi, também, bombeiro durante a Segunda Guerra Mundial.                                                                                              |
| Canadá      | John Henry Foster "Jack" Babcock | 23 de julho de 1900    | 18 de fevereiro de 2010 (109) | Alistado em 1916, mudou-se para os EUA em 1924 e residiu neste país até o fim de sua vida, tendo adquirido também a cidadania norte-americana. Era o último veterano canadense                                                  |

## Veterano não reconhecido oficialmente
| País        | Nome           | Nascimento          | Morte                     | Notas |
| ----------- | -------------- | ------------------- | ------------------------- | --- |
| Reino Unido | Douglas Terrey | 27 de março de 1903 | 26 de junho de 2010 (107) | Afirmava ter sido chamado pelas Forças Armadas do Reino Unido em 1917 para atuar como mensageiro e entregar correspondências aos militares durante a guerra. Na Segunda Guerra Mundial, serviu como voluntário na defesa do território do Reino Unido. |

## Veteranos da era contemporânea à Primeira Guerra Mundial
Aqui, estão listados veteranos de outros conflitos ou guerras civis contemporâneos à Primeira Grande Guerra, reconhecidos por seus respectivos países.

### Guerra civil finlandesa (1918)
| País      | Nome                        | Nascimento            | Morte                         | Notas |
| --------- | --------------------------- | --------------------- | ----------------------------- | --- |
| Finlândia | Aarne Armas "Arska" Arvonen | 4 de agosto de 1897   | 1 de janeiro de 2009 (111)    | O último veterano da Guarda Vermelha da Guerra civil finlandesa. A pessoa nórdica mais velha e o homem mais velho da Finlândia. Último finlandês vivo nascido no século XIX. Vivia em Järvenpää. |
| Finlândia | Lauri Nurminen              | 9 de setembro de 1906 | 20 de fevereiro de 2009 (102) | Última veterano da Guarda Branca e possivelmente o último veterano da Guerra civil finlandesa. Serviu no grupo do exército Ernst Linders Satakunta. Vivia em Valkeakoski                         |